# سن نیکولا مانفردی
سن نیکولا مانفردی (به ایتالیایی: San Nicola Manfredi) یک کومونه در ایتالیا است که در استان بنونتو واقع شده‌است.

## خصوصیات
سن نیکولا مانفردی ۱۸٫۹ کیلومترمربع مساحت و ۳٬۷۱۶ نفر جمعیت دارد و ۴۵۰ متر بالاتر از سطح دریا واقع شده‌است.